# Robert Van Helvert
Robert Van Helvert (Antwerpen 1 juli 1909 – aldaar, 2 mei 1972) was een Belgisch bariton. Zijn artiestennaam in het begin van zijn loopbaan luidde Robert Dervile.
Hij werd begraven op Schoonselhof; zijn graf daar is echter geruimd.
Hij kreeg zijn muziekopleiding aan de Muziekacademie van Borgerhout en van A. van Beveren. In aansluiting daarop was zijn stem veelvuldig op de radio et horen in operettes en kleinkunst. Hij sloot zich aan bij het gezelschap van de Opera van Gent in Antwerpen. Hij trad op in België, Nederland, Frankrijk en Duitsland. Hij was een van de artiesten die deelnam aan de eerste artistieke tournee door Congo-Kinshasa. In 1958 ging hij een langdurig werkverband aan bij de Koninklijke Vlaamse Opera. Op 4 maart 1967 was hij te zien en te horen tijdens concertante uitvoeringen  van de opera's De antikwaar van Jef Maes en De grote verzoeking van Sint Antonius van Louis De Meester; beide eenakters werden op een middag uitgevoerd in het Concertgebouw in Amsterdam onder leiding van Frits Celis.
Zijn stem en beeld zijn bewaard gebleven in een filmopname van Tristan und Isolde uit 1968.